# Cheshire Plain
Cheshire Plain är en slätt i Storbritannien.   Den ligger i riksdelen England, i den centrala delen av landet, 260 km nordväst om huvudstaden London.